# Серво, Михай
Михай (Михаль) Серво (венг. Szervó Mihály, серб. Михаљ Серво; 6 декабря 1900, Велики-Бечкерек — сентябрь 1941, Яинцы) — венгерский рабочий, антифашист, партизан времён Народно-освободительной войны Югославии.

## Биография
Родился 6 декабря 1900 в Велики-Бечкереке (ныне Зренянин) в бедной семье ремесленников. Работал портным в Петровграде. В 1920 году вступил в рабочее движение, на фабрике организовал свой рабочий синдикат. В том же году был принят в КПЮ, а в 1924 году был избран в Петровградский городской комитет КПЮ. Будучи членом горкома, Михай оказывал непосредственное влияние на независимые синдикаты в городе и фактически был руководителем отделения партии в городе. В 1928 году его избрали в Банатский областной комитет, где Михай продолжил свою политическую карьеру. Годом ранее он как представитель КПЮ принимал участие в первомайском шествии в Москве.
В 1929 году по Банату прокатились массовые аресты коммунистов. В июле Серво был арестован и приговорён судом к 10 годам лишения свободы, отбыв наказание в Сремске-Митровице. По возвращении в город в 1939 году его восстановили на рабочем месте, предоставив ему и должность секретаря Северо-Банатского окружного комитета КПЮ. На VI региональном съезде Серво избрали в Региональный комитет КПЮ.
В апреле 1941 года после нападения Германии и её союзников на Югославию штаб-квартира Воеводинского регионального комитета была переведена из Нови-Сада в Петроград. Михай вынужден был спасать от арестов нацистами многих своих соратников, в июле 1941 года он стал одним из организаторов Штаба партизанских отрядов Воеводины. Сохраняя свои политические обязанности, Серво трудился и на фронте, формируя десятки, взводы партизан и специальные группы. Стараниями венгра в июле в Северном Банате появились Петровградский, Меленацкий, Куманский, Мокринский, Драгутиновицкий, Кикиндский и Александровско-Карагеоргиевский партизанские отряды.
В августе 1941 года Михай Серво был арестован в Петровграде, после пыток был отправлен в Белград, а в середине сентября 1941 года в Яинцах, недалеко от Белграда, был расстрелян без суда. Указом Президиума Народной скупщины СФРЮ от 5 июля 1951 был посмертно награждён званием Народного героя Югославии.